# Wegneria acervalis
Wegneria acervalis är en fjärilsart som beskrevs av Edward Meyrick 1914. Wegneria acervalis ingår i släktet Wegneria och familjen äkta malar.
Artens utbredningsområde är Malawi. Inga underarter finns listade i Catalogue of Life.